# Haruniye, Gölköy
Haruniye là một xã thuộc huyện Gölköy, tỉnh Ordu, Thổ Nhĩ Kỳ. Dân số thời điểm năm 2010 là 511 người.